# Porsche-Diesel Super S 308
Der Porsche-Diesel Super S 308 ist ein Traktor der Porsche-Diesel Motorenbau GmbH, die ihren Sitz in Friedrichshafen am Bodensee hatte und von 1957 bis 1962 das Traktorenmodell produzierte. Der Super S 308 ist ein Schlepper aus der Super-Reihe von Porsche-Diesel. Der Porsche-Diesel Super S 308 war eine Langversion des Porsche-Diesel Super N 308, der über vergleichbare technische Eigenschaften verfügte. Der Porsche-Diesel Super S 308 war das Nachfolgemodell des Allgaier A 133 S, wobei die technische Ausstattung dem des Super N 308 entsprach. Später wurde der Super S 308 vom moderneren Porsche-Diesel Super N 309 abgelöst.
Der Porsche-Diesel Super S 308 besaß einen stehenden Viertakt-Dreizylinder Diesel-Reihenmotor mit Luftkühlung. Der Motor war mit einer Druckumlauf-Schmierung und dem Wirbelkammer-Verfahren ausgestattet. Wie bereits bei den Vorgängermodellen, kam auch beim Porsche-Diesel Super S 308 das innovative Porsche-Optima-Verbrennungsverfahren mit hängenden Ventilen zum Einsatz. Darüber hinaus verfügte der Motor des Super S 308 über ein Bosch-Einspritzsystem und ein Radial-Kühlgebläse mit einer modernen Thermostatsteuerung. Mit einer Leistung von etwa 28 kW erreichte der Schlepper eine maximale Geschwindigkeit von 20 km/h.
Der Porsche-Diesel Super S 308 verfügte über ein ZF- oder Getrag-Zahnradwechselgetriebe mit insgesamt sechs Gängen. Zusätzlich konnte das Modell noch mit einem Kriechgang ausgestattet werden. Eine kombinierte Trocken- und ölhydraulische Doppelkupplung ermöglichte das Anfahren unter hoher Belastung in allen Gängen. Dadurch war das Abwürgen des Motors unmöglich. Des Weiteren verfügte der Schlepper über eine umschaltbare Zapfwelle als Weg- und Normzapfwelle und eine weitere hintere Getriebezapfwelle. Durch die Doppelkupplungstechnik konnten diese zudem gesondert ausgekuppelt werden. Die fußbetätigte Innenbacken-Bremse am Hinterrad des Porsche-Diesel Super S 308 fungierte als Bremse, die auch einzeln als Lenkbremse verwendet werden konnte. Zusätzlich war eine unabhängige feststellbare Handbremse, welche unmittelbar auf das Getriebe wirkte, verbaut. Darüber hinaus war der Schlepper mit einer einzelradgefederten und ausziehbaren Pendelachse als Vorderachse ausgestattet. Die Hinterachse wurde dagegen in Portalbauweise konzipiert und besaß eine Differentialsperre, die per Fuß betätigt wurde. Optional konnte der circa 1.530 kg schwere Porsche-Diesel Super S 308 mit hydraulischem Kraftheber mit Dreipunktaufhängung ausgestattet werden.